# No Other
Albums de Gene Clark
Roadmaster
(1972) Two Sides to Every Story
(1977)
No Other est un album de Gene Clark sorti en 1974.

## L'album
Il atteint la 144e place du Billboard 200 et fait partie des 1001 albums qu'il faut avoir écoutés dans sa vie. 

### Titres
Tous les titres sont de Gene Clark, sauf mentions. 

#### Face A
1. Life's Greatest Fool (4:44)
2. Silver Raven (4:53)
3. No Other (5:08)
4. Strength of Strings (6:31)

#### Face B
1. From a Silver Phial (3:40)
2. Some Misunderstanding (8:09)
3. The True One (3:58)
4. Lady of the North (Gene Clark, Doug Dillard) (6:04)

### Musiciens
- Gene Clark : guitare, voix
- Chris Hillman : mandoline
- Jesse Ed Davis, Stephen Bruton, Howard Feiten, Danny Kortchmar, Jerry McGee : guitare
- Bill Cuomo : orgue
- Craig Doerge, Michael Utley : claviers
- Russ Kunkel, Butch Trucks : batterie
- Joe Lala : percussions
- Ted Machell : violoncelle
- Lee Sklar : basse
- Richard Greene, Beryl Marriott : violons
- Sherlie Matthews, Cidny Bullens, Ronnie Barron, Clydie King, Claudia Lennear, Venetta Fields, Timothy B. Schmit, Carlena Williams : chœurs